# Miguel Ángel Lezcano
Miguel Ángel Lezcano López (Madrid, 5 de noviembre de 1968) es un político español, portavoz del Grupo Municipal de Ciudadanos en el Ayuntamiento de Alcalá de Henares, miembro del Consejo General de Ciudadanos  Miembro del Comité Autonómico de la formación Naranja además de Coordinador - Portavoz de la zona Madrid-Este. Además ha sido guardia civil, fundador y vicepresidente de la Asociación Cultural de la Unión de Guardias Civiles y primer Presidente Nacional electo de la Asociación Profesional Unión de Guardias Civiles. Actualmente es el Secretario de Organización de Ciudadanos en la Comunidad de Madrid. Vicealcalde de Alcalá de Henares.  

## Biografía
Miguel Ángel Lezcano López, ingresó en el Cuerpo de Guardias Civiles Auxiliares, en el año 1986, y se convirtió en Guardia Civil Profesional en el año 1987. Durante su etapa en el cuerpo ha desarrollado diferentes funciones dentro de los departamentos de Servicio Fiscal y Aduanero, Seguridad Ciudadana, Centro Coordinador de Emergencias, Escolta de Personalidades y Edificios, Coordinación Central de Seguridad, Operador Terminal TAS Emergencias 112.
En el año 1989 durante su destino en el Puerto de Especialistas Fiscales de Santurce (Vizcaya), se incorpora al Sindicato clandestino de Guardias Civiles (SUGC), para pasar posteriormente a desarrollar sus funciones sindicales como Secretario General en Vizcaya.
Entre los años 1999 y 2000 desempeñó funciones de MP Headquarter, Seguridad Class I-II y Escolta en el Cuartel General de la OTAN en Ilidža (Sarajevo).
En el desempeño de sus funciones ha sido galardonado con numerosas condecoraciones y medallas, tanto nacionales como extranjeras entre las que destacan la Medalla al Mérito Militar, la Dancon March Medal del Gobierno de Dinamarca, la medalla de SFOR/OTAN, o el Certificado de Honor de la OTAN el 7 de enero de 2000.
El 30 de noviembre de 2021, recibió de manos de S.M. la Reina Doña Sofía, la "Cruz de la Dignidad de Víctimas del Terrorismo".
Desde el año 2002, al año 2009, tras diferentes elecciones nacionales, fue nombrado miembro del Consejo Asesor de Personal de la Guardia Civil.
Fue uno de los fundadores de la Asociación Cultural Unión de Guardias Civiles, y vicepresidente nacional de la misma. Tras convertirse en la Asociación Profesional Unión de Guardias Civiles, fue elegido primer Presidente Nacional.
En el año 2013 se afilió a Ciudadanos – Partido de la Ciudadanía, siendo elegido coordinador de la Agrupación de Alcalá de Henares y candidato oficial al Ayuntamiento del municipio en 2014.
En las Elecciones autonómicas de mayo de 2015 fue nombrado Portavoz del Grupo Municipal en el Ayuntamiento de Alcalá de Henares, tras obtener la formación 12.139 votos y 4 concejales. En las elecciones de 2019 Lezcano encabezó la lista en la ciudad complutense pasando de cuatro a seis concejales en el consistorio, siendo la segunda fuerza más votada. Fue nombrado Vicealcalde de Alcalá de Henares, así como Coordinador de los proyectos estratégicos y europeos del Ayuntamiento de Alcalá de Henares. Posteriormente también se le designó como Concejal Europeo, siendo el concejal de la Ciudad más grande la Comunidad de Madrid en la Red BELC de Bruselas. Ha sido miembro del Consejo General Nacional de Ciudadanos, Coordinador Territorial de Madrid Este y Secretario de Organización del mismo en la Comunidad de Madrid. En 2023 abandona la política y su afiliación a Ciudadanos. En la actualidad sigue siendo tertuliano en diferentes medios de comunicación, así como colabora en diferentes proyectos sociales y económicos.